# Pomeroy (Ohio)
Pomeroy é uma vila localizada no estado norte-americano de Ohio, no Condado de Meigs.

## Demografia
Segundo o censo norte-americano de 2000, a sua população era de 1966 habitantes.
Em 2006, foi estimada uma população de 1985, um aumento de 19 (1.0%).

## Geografia
De acordo com o United States Census Bureau tem uma área de
8,5 km², dos quais 8,4 km² cobertos por terra e 0,1 km² cobertos por água. Pomeroy localiza-se a aproximadamente 237 m acima do nível do mar.

## Localidades na vizinhança
O diagrama seguinte representa as localidades num raio de 8 km ao redor de Pomeroy.